# 佳能 EOS Ra
佳能 EOS Ra，是佳能公司於2019年11月6日推出的首部具備特殊光學特性及专用於天文攝影的數碼全画幅無反相機，已停产。属于EOS R 系列。基于佳能 EOS R进行设计，其采用了3030萬像素的全画幅CMOS与额外优化的红外滤镜，增强型自动对焦系统，能够在最低 - 6EV 的环境下工作。常用ISO范围 100-40000（可扩展至 ISO 50-102400）。

## 特性
官方宣稱其對氢-α光（656奈米）的敏感程度為佳能 EOS R的4倍。